# Eurocopter AS350 Écureuil
Єврокоптер AS350 Екюрой (з фр. білка [ekyʁœj]) сучасна назва Airbus Helicopters H125 — французький багатоцільовий вертоліт.
Розроблений французькою фірмою Aerospatiale. Здійснив перший політ у 1974 році, всього до 2001 року було вироблено більше 2000 вертольотів. За цей час неодноразово модернізувався.

## Оператори
- Україна:
  - Державна прикордонна служба України: 12 станом на 2023 рік.

### Україна
Згідно підписаної в 2018 році угоди Державна прикордонна служба України (ДПСУ) отримає 24 таких машини у різній комплектації, які зведуть у дві ескадрильї. Для Н125 облаштували ангари у Харківській, Сумській, Чернігівській областях та Києві.
Перші два гелікоптери H125 призначені для ДПСУ прибули до України 3 січня 2020 року.
17 листопада 2021 року прибули наступні два гелікоптера (б/н 61, 62 «синій») та тимчасовою заводською реєстрацією F-WMXG і F-WTBC. Гелікоптери оснащено супутниковими передавачами, гучномовцями, системами цифрового зв'язку, спеціалізованими авіаційними прожекторами, камерами з високою роздільною здатністю Flir, електричними лебідками та аварійним плавучим спорядженням.
22 грудня 2021 року Державна прикордонна служба України отримала чергові три гелікоптери Airbus Helicopters Н125 (б/н 41, 42, 45 «синій»).
Наступна партія з трьох гелікоптерів (б/н 43, 44, 58 «синій») та тимчасовою реєстрацією F-WMXQ, F-WMXL та F-WMXM, прибула до України 11 лютого 2022 року. Вертольоти служитимуть у Державній прикордонній службі України.
27 лютого 2023 року, в рамках виконання міжурядового договору з Францією, ДПСУ отримала нову партію з двох нових гелікоптерів Airbus H125 (б/н 49, 53 «синій»), які доставили через словенський аеропорт в Любляні.

## Технічні характеристики
- Екіпаж: 1-2 пілота
- Пасажиромісткість: 5-6
- Довжина: 12,94 м
- Довжина фюзеляжу: 10,93 м
- Діаметр несучого гвинта: 10,69 м
- Діаметр рульового гвинта: 1,86 м
- Висота: 3,14 м
- Колія шасі: 2,17 м
- Маса порожнього: 1 175 кг
- Максимальна злітна маса: 2250 кг
- З підвіскою: 2800 кг
- Обсяг паливних баків: 540 л (+475 л додатковий бак в кабіні)
- Силова установка: 1 × турбовальний Turbomeca Arriel 2B
- Потужність двигунів: 1 × 847 л.с. (1 × 632 кВт) Габарити вантажної кабіни
- Довжина: 2,42 м
- Ширина: 1,65 м
- Висота: 1,35 м
- Площа підлоги: 2,6 м²

- Максимально допустима швидкість: 287 км / год
- Максимальна швидкість: 259 км / год
- Практична дальність: 661 км
- Практична стеля: 5280 м
- Статична стеля:
  - з використанням ефекту землі: 4260 м
  - без використання ефекту землі: 3630 м
- Швидкопідйомність: 10,3 м / с
- Навантаження на диск: 30,6 кг / м² (з підвіскою)
- Вантаж: 222,2 / 181,8 Вт / кг (без / з підвіскою при максимальній злітній масі)